# Thien & Heyenga
Die Thien & Heyenga Bereederungs- und Befrachtungsgesellschaft (T&H) war eine deutsche Reederei.

## Geschichte
Das Unternehmen wurde am 1. Juni 1977 von Claus Thien und Udo Heyenga in Bremen gegründet und übernahm zunächst Schiffe aus der Konkursmasse der 1977 in Konkurs gegangenen Reederei Schulte & Bruns AG in Bremen und der Naber Schiffahrtsgesellschaft m.b.H. in Bremen. Im gleichen Jahr wurde auch eine Zweigniederlassung in Leer gegründet.

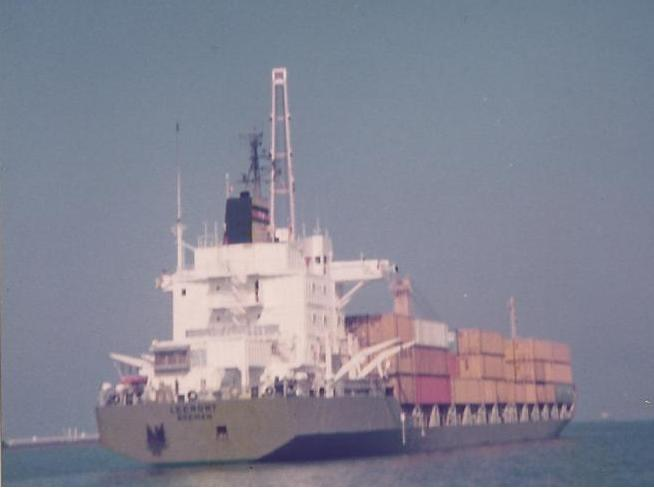
Das T&H-Schiff Leerort

Das Unternehmen beschäftigte sich mit der Bereederung und der Befrachtung von Seeschiffen. Für das Crew-Management der Schiffe ist die seit dem 1. Januar 2001 selbständige Thien+Heyenga Leer GmbH zuständig.
An Bord wurden etwa 500 Seeleute beschäftigt. Die Flotte des Unternehmens bestand aus 37 eigenen Vollcontainer- und Kühl- und Mehrzweckschiffen mit einer Tragfähigkeit von zusammen etwa 585.000 Tonnen. Darüber hinaus betreut das Unternehmen seit 1987 weitere Schiffe der Projex Schiffahrtsgesellschaft (zurzeit 19 Einheiten).
Zum 1. April 2014 übernahm die MPC-Gruppe Thien & Heyenga zusammen mit der Reederei Ahrenkiel mit Sitz in Hamburg und Bern. Der Betrieb der beiden übernommenen Unternehmen wurde gemeinsam unter dem neuen Namen Ahrenkiel Steamship zusammengeführt.